# Àcid roughànic
L'àcid roughànic, de nom sistemàtic àcid (7Z,10Z,13Z)-hexadecan-7,10,13-trienoic, és un àcid carboxílic de cadena lineal amb setze àtoms de carboni i tres dobles enllaços als carbonis 7, 10 i 13, tots ells en disposició cis, la qual fórmula molecular és {\displaystyle {\ce {C16H26O2}}}. En bioquímica és considerat un àcid gras rar que només es troba en algunes plantes.

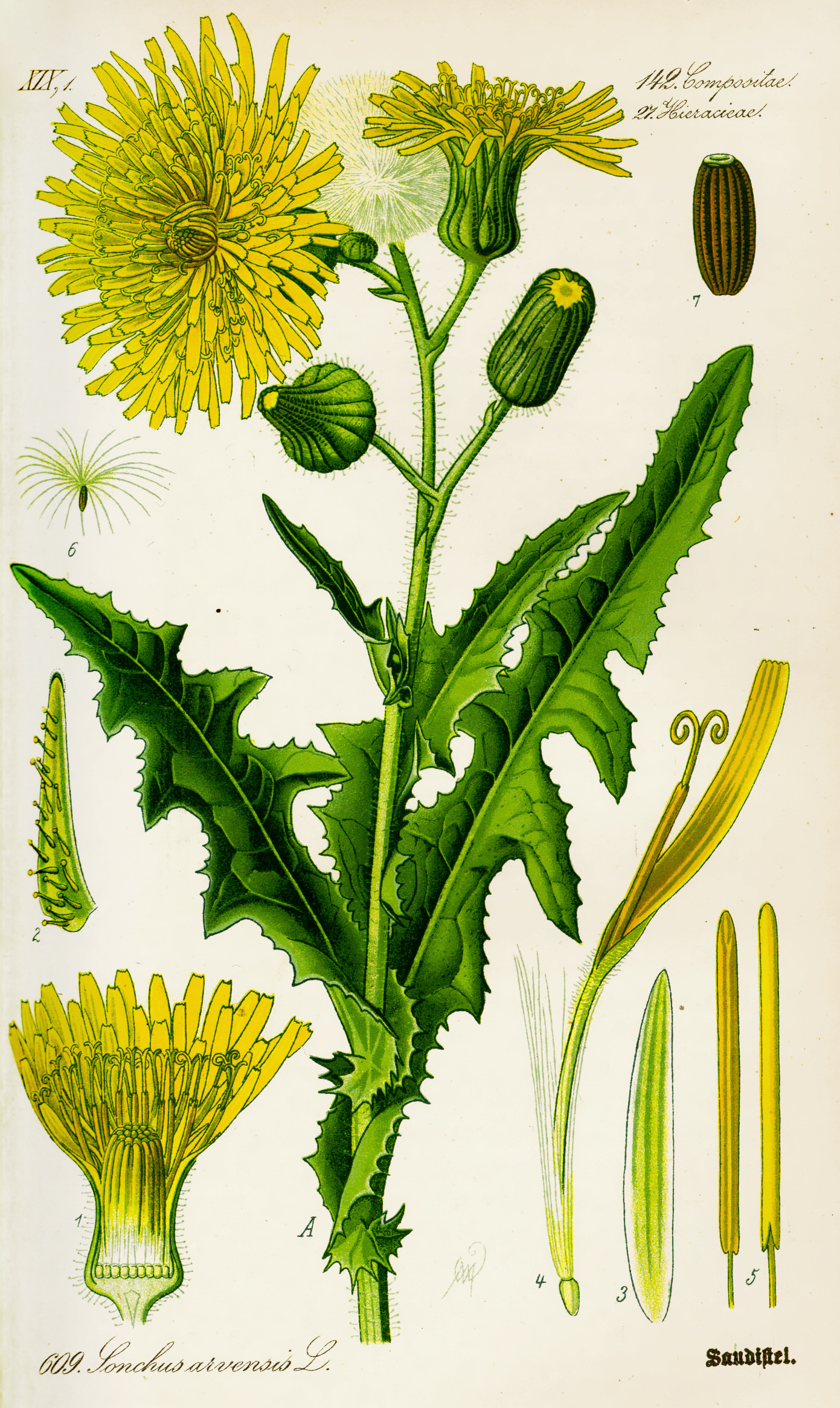
Il·lustració de Sonchus arvensis

El seu nom comú, àcid roughànic, fa honor al bioquímic neozelandès Grattan Roughan. S'ha aïllat en diferents plantes: Sonchus arvensis L. (25 %); cua de cavall petita, Equisetum arvense (10,5 %); Taxus brevifolia (9,5 %); Brassica oleracea acephala (6,6 %); teix, Taxus baccata (5,8 %); Thuja standishii (5,4 %); Halophila ovata (% %) i d'altres en menors proporcions.